# Càrn a' Mhàim
Càrn a' Mhàim är ett berg i Storbritannien.   Det ligger i kommunen Aberdeenshire och riksdelen Skottland, i den norra delen av landet, 600 km norr om huvudstaden London. Toppen på Càrn a' Mhàim är 1 037 meter över havet, eller 223 meter över den omgivande terrängen. Bredden vid basen är 3,2 km.
Terrängen runt Càrn a' Mhàim är huvudsakligen kuperad.Runt Càrn a' Mhàim är det mycket glesbefolkat, med 3 invånare per kvadratkilometer. Närmaste större samhälle är Braemar, 15,9 km öster om Càrn a' Mhàim. Omgivningarna runt Càrn a' Mhàim är i huvudsak ett öppet busklandskap.